# Oregon Ducks football
La squadra di football degli Oregon Ducks rappresenta l'Università dell'Oregon. I Ducks competono nella Football Bowl Subdivision (FBS) della National Collegiate Athletics Association (NCAA) e nella Big Ten Conference. La squadra è allenata dal 2022 da Dan Lanning. Gioca le sue gare interne all'Autzen Stadium di Eugene, Oregon e le sue rivalità principali sono con gli Oregon State Beavers e i Washington Huskies. I Ducks e i Beavers storicamente terminano la loro stagione regolare affrontandosi nella gara soprannominata "Civil War" a fine novembre.
Il programma è stato uno dei più vincenti nel college football a partire dagli anni 2000. Oregon è divenuta nota negli anni recenti per le sue uniformi sgargianti e uniche, grazie alla sua stretta collaborazione con Nike, che ha sede proprio in Oregon.

## Titoli

### Titoli di conference
A partire dai suoi giorni nella Pacific Coast Conference, Oregon ha vinto o condiviso quindici titoli di conference.
| Stagione                    | Conference                  | Allenatore                  | Record conference | Record totale |
| --------------------------- | --------------------------- | --------------------------- | ----------------- | ------------- |
| 1916†                       | Pacific Coast Conference    | Hugo Bezdek                 | 2–0–1             | 6–0–1         |
| 1919†                       | Pacific Coast Conference    | Shy Huntington              | 2–1               | 5–1–3         |
| 1933†                       | Pacific Coast Conference    | Prink Callison              | 4–1               | 9–1           |
| 1948†                       | Pacific Coast Conference    | Jim Aiken                   | 7–0               | 9–2           |
| 1957†                       | Pacific Coast Conference    | Len Casanova                | 6–2               | 7–4           |
| 1994                        | Pacific-10                  | Rich Brooks                 | 7–1               | 9–4           |
| 2000†                       | Pacific-10                  | Mike Bellotti               | 7–1               | 10–2          |
| 2001                        | Pacific-10                  | Mike Bellotti               | 7–1               | 11–1          |
| 2009                        | Pacific-10                  | Chip Kelly                  | 8–1               | 10–3          |
| 2010                        | Pacific-10                  | Chip Kelly                  | 9–0               | 12–1          |
| 2011                        | Pac-12                      | Chip Kelly                  | 8–1               | 12–2          |
| 2014                        | Pac-12                      | Mark Helfrich               | 8–1               | 13–2          |
| 2019                        | Pac-12                      | Mario Cristobal             | 8–1               | 12–2          |
| 2020                        | Pac-12                      | Mario Cristobal             | 3–2               | 4–3           |
| 2024                        | Big Ten                     | Dan Lanning                 | 9–0               | 13–0          |
| Totale titoli di conference | Totale titoli di conference | Totale titoli di conference | 15                | 15            |

Nota: †Denota un titolo condiviso.

## Premi individuali

### Heisman Trophy
| Anno | Giocatore      | Ruolo | Note  |
| ---- | -------------- | ----- | ----- |
| 2014 | Marcus Mariota | QB    | [ 2 ] |

### Membri della College Football Hall of Fame
I Ducks hanno avuto cinque giocatori e due allenatori indotti nella College Football Hall of Fame.
| 1966  | Norm Van Brocklin | QB         | 1945 - 1949 |
| 1969  | Johnny Kitzmiller | HB         | 1928 - 1930 |
| 1969  | John Beckett      | OL         | 1913 - 1916 |
| 1977  | Len Casanova      | Allenatore | 1951 - 1966 |
| 1986  | Mel Renfro        | HB         | 1961 - 1963 |
| 1988  | John McKay†       | HB         | 1947 - 1949 |
| 2007  | Ahmad Rashād      | RB         | 1969 - 1971 |
| 2014  | Mike Bellotti     | Allenatore | 1995 - 2008 |
| Nota: |                   |            |             |

### Membri della Pro Football Hall of Fame
Sei ex giocatori di Oregon sono stati inseriti nella Pro Football Hall of Fame, l'ottavo massimo tra tutti i college.
| Anno  | Giocatore         | Ruolo | Anni a Oregon | Squadre NFL         | Anni NFL    |
| ----- | ----------------- | ----- | ------------- | ------------------- | ----------- |
| 1971  | Norm Van Brocklin | QB    | 1945 - 1949   | Los Angeles Rams    | 1949 - 1957 |
| 1971  | Norm Van Brocklin | QB    | 1945 - 1949   | Philadelphia Eagles | 1958 - 1960 |
| 1978  | Tuffy Leemans     | RB    | 1932          | New York Giants     | 1936 - 1943 |
| 1993  | Dan Fouts         | QB    | 1970 - 1972   | San Diego Chargers  | 1973 - 1987 |
| 1996  | Mel Renfro        | S     | 1961 - 1963   | Dallas Cowboys      | 1964 - 1977 |
| 2000  | Dave Wilcox       | LB    | 1962 - 1963   | San Francisco 49ers | 1964 - 1974 |
| 2008  | Gary Zimmerman    | OL    | 1980 - 1983   | Minnesota Vikings   | 1986 - 1992 |
| 2008  | Gary Zimmerman    | OL    | 1980 - 1983   | Denver Broncos      | 1993 - 1997 |
| Nota: |                   |       |               |                     |             |